# Борд Фінне
Борд Фінне (норв. Bård Finne, нар. 13 лютого 1995, Берген, Норвегія) — норвезький футболіст, форвард клубу «Бранн».

## Клубна кар'єра
Борд Фінне народився у місті Берген і у дитинстві займався різними видами спорту. Серед яких також легка атлетика та лижні гонки. У 12 років Бард остаточно вирішив займатися футболом і вже у 2009 році він приєднався до молодіжної команди «Бранна» з рідного міста.
Зацікавленість у послугах молодого футболіста виявляли нідерландський НЕК та норвезький «Молде», яким керував Уле Гуннар Сульшер. Та Фінне у 2012 році підписав контракт з «Бранном». У сезоні 2012 року Фінне провів п'ять поєдинків, у яких відзначився трьома голами. За що отримав прізвизько «лис у коробці» (англ. the fox in the box).

### «Кельн», «Гайденгайм»
Влітку 2013 року Фінне заявив, що не хоче продовжувати контракт з «Бранном», а хоче перебратися в іноземний чемпіонат влітку або взимку по закінченню контракту з клубом. Після цієї заяви Барда освистали вболівальники «Бранна» під час матчу проти «Саннес Ульфа», на що сам Фінне відповів хет-триком у ворота суперника.
А в серпні стало відомо, що Фінне підписав контракт на 3,5 роки з німецьким «Кельном». Його дебют у Другій Бундеслізі відбувся у лютому 2014 року.
Взимку 2016 року Фінне перейшов до клубу «Гайденгайм», де відіграв 21 матч, забивши при цьому три голи.

### «Волеренга»
У лютому 2017 року Фінне підписав чотирирічний контракт з норвезькою «Волеренгою», головним суперником «Бранна». Попри заяви агента футболіста, що Фінне ніколи не буде грати у складі іншого норвезького клуба.

### «Сеннер'юск»
У жовтні 2020 року Фінне переїхав до Данії, де уклав угоду з клубом «Сеннер'юск». Термін цього контракту розрахований до літа 2024 року.
У серпні 2021 року Фінне повернувся до свого першого клубу «Бранн», підписавши з клубом угоду до 2025 року.

## Збірна
Бард Фінне з 2012 року грав за юнацькі збірні Норвегії різних вікових категорій. Також він провів вісім матчів у складі молодіжної збірної Норвегії.
20 червня 2023 року у матчі відбору до Євро - 2024 проти команди Кіпру Бард Фінне дебютував у складі національної збірної Норвегії.

## Титули і досягнення
- Володар кубка Норвегії  (1):

«Бранн»: 2022-23
- Найкращий бомбардир першого дивізіону Норвегії: 2022 (16 м'ячів, разом із Гіфтом Орбаном)[13]